# Lamberto Petri
Lamberto Petri (21. leden 1910, Lucca, Italské království – 28. listopad 1964, San Francisco, USA) byl italský fotbalový obránce.
Za reprezentaci neodehrál žádné utkání. Byl v nominaci na OH 1936, kde získal zlatou medaili.

## Úspěchy

### Reprezentační
- 1x na OH (1936 - zlato)